# Grobowiec Etemada ad-Douli
Grobowiec Etemada ad-Douli – grobowiec zbudowany w Agrze dla Ghijas-bega, wezyra władcy Wielkich Mogołów Dżahangira (1605 - 1627), który był znany także pod swoim perskim tytułem „Etemad ad-Doule” („Filar Państwa”).
Ghijas-beg był ojcem Nur Dżahan, ukochanej żony Dżahangira. To właśnie Nur Dżahan po śmierci Ghijas-bega w 1622 przez sześć lat miała kierować budową grobowca. Grobowiec znajduje się w czworokątnym ogrodzie. Całe założenie jest otoczone murem, obok grobowca znajduje się też dom dla pielgrzymów. Grobowiec to pierwsza budowla w Indiach, w której biały marmur został wykorzystany jako podłoże dla inkrustacji pietra dura. Z tego powodu jest on uważany za przykład pionierskiego w architekturze mogolskiej zastosowania techniki, którą potem w pełniejszy sposób wykorzystano przy budowie Tadź Mahal. W budynku o boku 21 m znajduje się centralna komnata grobowa, otoczona kwadratowymi i prostokątnymi salami. W narożnikach zbudowano ośmioboczne wieże przypominające minarety. Mauzoleum wieńczy mały czworoboczny pawilon. Budynek jest znaczący ze względu na bogatą i misterną ornamentykę oraz tonację barw. Do inkrustacji techniką pietra dura użyto kamieni szlachetnych takich jak lazuryt, onyks, jaspis, topaz, karneol i agat.